# Final da Copa do Brasil de Futebol de 2014
A final da Copa do Brasil de Futebol de 2014 foi a 26ª final dessa competição brasileira de futebol organizada pela Confederação Brasileira de Futebol (CBF). Foi decidida por Cruzeiro e Atlético Mineiro em duas partidas e teve a equipe alvinegra como vencedora. 
O primeiro duelo ocorreu em 12 de novembro, na Arena Independência, com vitória do Atlético por 2–0. O segundo confronto ocorreu em 26 de novembro, no Mineirão, com nova vitória do Atlético, desta vez por 1–0.
Foi a segunda vez que a Copa do Brasil foi decidida entre equipes da mesma cidade (a primeira ocorreu em 2006, entre os cariocas Flamengo e Vasco da Gama) e a primeira vez na história que as duas equipes mineiras decidiram um título nacional. Também representou o primeiro título do Atlético Mineiro nesta competição.

## Campanhas
| Atlético Mineiro | Atlético Mineiro | Atlético Mineiro | Fase                                 | Cruzeiro   | Cruzeiro  | Cruzeiro         |
| ---------------- | ---------------- | ---------------- | ------------------------------------ | ---------- | --------- | ---------------- |
| Adversário       | Agregado         | Jogos            | Fase final da Copa do Brasil de 2014 | Adversário | Agregado  | Jogos            |
| Palmeiras        | 3–0              | 1–0 (F); 2–0 (C) | Oitavas de final                     | Santa Rita | 7–1       | 5–0 (C); 2–1 (F) |
| Corinthians      | 4–3              | 0–2 (F); 4–1 (C) | Quartas de final                     | ABC        | 3–3 (gf.) | 1–0 (C); 2–3 (F) |
| Flamengo         | 4–3              | 0–2 (F); 4–1 (C) | Semifinal                            | Santos     | 4–3       | 1–0 (C); 3–3 (F) |

Legenda: (C) casa; (F) fora

## Jogo de ida
| 12 de novembro | Atlético Mineiro     | 2 – 0            | Cruzeiro | Estádio Independência, Belo Horizonte                                       |
| 22:00 (UTC−2)  | Luan 8' · Dátolo 58' | Relatório Súmula |          | Público: 18 578 Renda: R$ 4.741.300,00 Árbitro: RJ Marcelo de Lima Henrique |

| Atlético-MG | Cruzeiro |

| G           | 1  | Victor           |     |     |
| LD          | 2  | Marcos Rocha     |     |     |
| Z           | 3  | Leonardo Silva   |     |     |
| Z           | 35 | Jemerson         |     |     |
| LE          | 94 | Douglas Santos   |     |     |
| V           | 8  | Leandro Donizete |     |     |
| V           | 28 | Josué            | 86' |     |
| M           | 23 | Jesús Dátolo     |     |     |
| A           | 27 | Luan             |     | 69' |
| A           | 13 | Carlos           |     |     |
| A           | 9  | Diego Tardelli   |     |     |
| Reservas:   |    |                  |     |     |
| V           | 5  | Pierre           |     |     |
| Z           | 6  | Edcarlos         |     |     |
| LE          | 16 | Pedro Botelho    |     |     |
| V           | 18 | Rafael Carioca   |     |     |
| A           | 22 | Marion           |     | 69' |
| M           | 31 | Dodô             |     |     |
| G           | 40 | Uilson           |     |     |
| M           | 41 | Paulinho         |     |     |
| Z           | 43 | Tiago            |     |     |
| G           | 87 | Giovanni         |     |     |
| V           | 95 | Eduardo          |     |     |
| Treinador:  |    |                  |     |     |
| Levir Culpi |    |                  |     |     |

| G                | 1  | Fábio           |     |     |
| LD               | 22 | Mayke           |     |     |
| Z                | 3  | Léo             |     |     |
| Z                | 4  | Bruno Rodrigo   |     |     |
| LE               | 21 | Miguel Samudio  | 91' |     |
| V                | 16 | Lucas Silva     |     | 46' |
| V                | 8  | Henrique        |     |     |
| M                | 17 | Éverton Ribeiro |     | 61' |
| A                | 28 | Ricardo Goulart |     | 69' |
| A                | 25 | Willian         |     |     |
| A                | 18 | Marcelo Moreno  |     |     |
| Reservas:        |    |                 |     |     |
| LD               | 2  | Ceará           |     |     |
| LE               | 6  | Egídio          |     |     |
| M                | 10 | Júlio Baptista  |     | 61' |
| A                | 11 | Dagoberto       |     | 69' |
| V                | 15 | Willian Farias  |     |     |
| V                | 19 | Nílton          |     | 46' |
| M                | 23 | Marlone         |     |     |
| Z                | 30 | Alex            |     |     |
| G                | 32 | Elisson         |     |     |
| Z                | 33 | Manoel          |     |     |
| Treinador:       |    |                 |     |     |
| Marcelo Oliveira |    |                 |     |     |

| Bandeirinhas: SP Emerson Augusto de Carvalho RJ Rodrigo Figueiredo Henrique Correa Quarto árbitro: MG Igor Junio Benevenuto |

## Jogo de volta
| 26 de novembro | Cruzeiro | 0 – 1            | Atlético Mineiro     | Estádio Mineirão, Belo Horizonte                                           |
| 22:00 (UTC−2)  |          | Relatório Súmula | 45+2' Diego Tardelli | Público: 39 786 Renda: R$ 7.855.510,00 Árbitro: SP Luiz Flávio de Oliveira |

| Cruzeiro | Atlético-MG |

| G                | 1  | Fábio           |     |     |
| LD               | 2  | Ceará           |     | 77' |
| Z                | 3  | Léo             |     |     |
| Z                | 4  | Bruno Rodrigo   | 74' |     |
| LE               | 6  | Egídio          | 83' |     |
| V                | 19 | Nílton          |     |     |
| V                | 8  | Henrique        |     | 46' |
| M                | 17 | Éverton Ribeiro |     |     |
| A                | 28 | Ricardo Goulart |     |     |
| A                | 25 | Willian         | 18' | 61' |
| A                | 18 | Marcelo Moreno  |     |     |
| Reservas:        |    |                 |     |     |
| M                | 10 | Júlio Baptista  |     | 77' |
| A                | 11 | Dagoberto       |     | 61' |
| V                | 15 | Willian Farias  |     | 46' |
| V                | 16 | Lucas Silva     |     |     |
| LE               | 21 | Miguel Samudio  |     |     |
| M                | 23 | Marlone         |     |     |
| Z                | 30 | Alex            |     |     |
| M                | 31 | Eurico          |     |     |
| G                | 32 | Elisson         |     |     |
| Z                | 33 | Manoel          |     |     |
| A                | 35 | Neilton         |     |     |
| Treinador:       |    |                 |     |     |
| Marcelo Oliveira |    |                 |     |     |

| G           | 1  | Victor           |     |     |
| LD          | 2  | Marcos Rocha     |     |     |
| Z           | 3  | Leonardo Silva   | 28' |     |
| Z           | 35 | Jemerson         |     |     |
| LE          | 94 | Douglas Santos   |     |     |
| V           | 8  | Leandro Donizete | 83' |     |
| V           | 18 | Rafael Carioca   | 9'  | 69' |
| M           | 23 | Jesús Dátolo     | 75' |     |
| A           | 27 | Luan             | 31' | 30' |
| A           | 13 | Carlos           |     |     |
| A           | 9  | Diego Tardelli   |     | 83' |
| Reservas:   |    |                  |     |     |
| Z           | 4  | Réver            |     |     |
| V           | 5  | Pierre           |     | 69' |
| LE          | 16 | Pedro Botelho    |     |     |
| LD          | 20 | Alex Silva       |     |     |
| A           | 22 | Marion           |     |     |
| M           | 31 | Dodô             |     |     |
| G           | 40 | Uilson           |     |     |
| Z           | 43 | Tiago            |     |     |
| M           | 70 | Maicosuel        | 45' | 30' |
| G           | 87 | Giovanni         |     |     |
| V           | 95 | Eduardo          |     | 83' |
| Treinador:  |    |                  |     |     |
| Levir Culpi |    |                  |     |     |

| Homem do jogo: Diego Tardelli (Atlético Mineiro) |

Melhor Goleiro da competição
Victor (Atlético Mineiro)
| Bandeirinhas: SP Marcelo Carvalho Van Gasse (FIFA) SP Emerson Augusto de Carvalho (FIFA) Quarto árbitro: RS Anderson Daronco (asp. FIFA) |

## Premiação
| Copa do Brasil de 2014               |
| Minas Gerais                         |
| ------------------------------------ |
| Atlético Mineiro Campeão (1º título) |